# Vergaville
Vergaville település Franciaországban, Moselle megyében. Lakosainak száma 537 fő (2022. január 1.). Vergaville Bidestroff, Bourgaltroff, Dieuze, Guébestroff, Guébling, Lidrezing, Lindre-Haute és Zommange községekkel határos.

## Népesség
A település népessége az elmúlt években az alábbi módon változott:
| Lakosok száma | 581  | 593  | 597  | 578  | 563  | 549  | 545  | 539  | 537  |
|               | 2013 | 2015 | 2016 | 2017 | 2018 | 2019 | 2020 | 2021 | 2022 |